# Derolus griseonotatus
Derolus griseonotatus är en skalbaggsart som beskrevs av Maurice Pic 1923. Derolus griseonotatus ingår i släktet Derolus och familjen långhorningar.
Artens utbredningsområde är Laos. Inga underarter finns listade i Catalogue of Life.